# Milvus
Milvus es un género de aves accipitriformes de la familia Accipitridae llamadas milanos. Incluye tres especies ampliamente distribuidas.

## Especies
Las especies de Milvus son:
| Especie                    | Nombre común            |
| -------------------------- | ----------------------- |
| Milvus milvus              | milano real             |
| Milvus migrans             | milano negro            |
| Milvus (migrans) aegyptius | milano de pico amarillo |